# Legend - Part III:I
Legend - Part III:I è un album del gruppo statunitense dei Saviour Machine, pubblicato nel 2001, che costituisce la prima parte del capitolo conclusivo della trilogia Legend.

## Tracce
1. Twelve-hundred-sixty Days – 7:28
2. Revelation – 6:10
3. Legend III:I – 1:15
4. The Ancient Serpent – 4:07
5. Abomination of Desolation – 4:40
6. Image of the Beast – 3:59
7. Antichrist III: The King of Babylon – 7:08
8. The Final Holocaust – 5:24
9. Two Witnesses – 3:42
10. Three Angels – 2:49
11. Four Trumpets – 3:34
12. The Locusts – 4:56
13. The Sixth Judgement – 3:00
14. The Dead Sea – 3:40
15. Rivers of Blood – 2:34
16. The Plague and the Darkness – 4:34
17. The Fall of Babylon – 5:11
18. The End of the Age – 4:23

## Formazione
- Eric Clayton - voce
- Jeff Clayton - chitarra
- Charles Cooper - basso
- Victor Deaton - batteria
- Nathan Van Hala - pianoforte